# Viktor Rossi
Viktor Rossi (Lugano, 31 ottobre 1968) è un politico svizzero, Cancelliere federale della Svizzera dal 1º gennaio 2024.

## Biografia
Nasce a Lugano il 31 ottobre 1968. È stato eletto cancelliere federale della Svizzera il 13 dicembre 2023, entrando in carica il successivo 1º gennaio. Oltre  all'italiano, di cui è madrelingua, Rossi padroneggia anche l'inglese, il francese ed il tedesco .